# 1878 en santé et médecine
| Années de la santé et de la médecine : 1875 - 1876 - 1877 - 1878 - 1879 - 1880 - 1881    |
| Décennies de la santé et de la médecine : 1840 - 1850 - 1860 - 1870 - 1880 - 1890 - 1900 |

Cet article présente les faits marquants de l'année 1878 en santé et médecine.

## Événements
- 1er avril et 20 mai : ouverture des premières écoles laïques d'infirmières et d'infirmiers à Paris, à la Salpêtrière et à Bicêtre sous l'impulsion de Désiré-Magloire Bourneville[1] Les premiers cours destinés à former les infirmières sont créés 20 ans après Florence Nightingale au Royaume-Uni, mais la reconnaissance de la fonction soignante par l’État ne se fait en France qu'en 1922, avec la création d'un diplôme d'Etat d'infirmière.

- 24 octobre : début d’une épidémie de fièvre jaune au Sénégal[2] puis au Sahel.

## Naissances
- 28 janvier : Jean Clunet (mort en 1917 du typhus), médecin militaire français.
- 16 février : Paul Delaunay (mort en 1958), médecin et historien français.
- 18 février : Fernando Magalhães (mort en 1944), médecin obstétricien brésilien.
- 26 août : Lina Stern (morte en 1968), femme médecin et biochimiste russe.
- 28 août : George Whipple (mort en 1976), médecin américain qui a partagé le prix Nobel de médecine en 1934 avec George Minot et William Murphy.
- 8 octobre : Paul-Émile Rochon (mort en 1966), médecin canadien.
- 15 décembre : Hans Carossa (mort en 1956), médecin et un auteur allemand.

sans date
- Fernand D'Hollander (mort en 1952), médecin psychiatre belge

## Décès
- 7 janvier : François Raspail (né en 1794), médecin, chimiste et homme politique français.
- 10 février : Claude Bernard (né en 1813), médecin et physiologiste français.
- 7 mars : Alfred Donné (né en 1801), médecin et bactériologiste français.
- 18 avril : Thomas Thomson (né en 1817), médecin et botaniste écossais.
- 13 mai : Claude Auguste Reynaud (né en 1804), médecin français qui a découvert les signes cliniques de la pleurésie.
- 23 juillet : Carl von Rokitansky ou Karel Rokitansky (né en 1804), médecin pathologiste, homme politique et philosophe autrichien d'origine tchèque.
- 1er août : Hermann Lebert (né en 1813), médecin et naturaliste allemand.

Sans date
- Pierre Émile Mahier (né en 1827), médecin français.